# Bloodthirst
Bloodthirst (engl. für Blutdurst) ist das siebte Studioalbum der US-amerikanischen Death-Metal-Band Cannibal Corpse.

## Entstehungsgeschichte
Es ist das erste Studioalbum, welches nicht mehr in den Morrisound Recordings Studios in Tampa, Florida entstand. Es wurde im Village Productions Studio in Tornillo, Texas aufgenommen.
Für die CD existieren zwei Cover: Die Originalfassung, in der ein geflügeltes Wesen einen Menschen zerfleischt und die zensierte Version, die ein ähnlich abstraktes Wesen auf einem Knochenberg zeigt.

## Erfolge
Bloodthirst stieg in der Erscheinungswoche auf Platz 32 der Billboard Heatseakers Charts ein. Die deutsche Zeitschrift Rock Hard wählte das Album auf Platz 7 der „25 wichtigsten Death-Metal-Alben aller Zeiten“.

## Titelliste
1. Pounded into Dust – 2:17
2. Dead Human Collection – 2:30
3. Unleashing the Bloodthirsty – 3:50
4. The Spine Splitter – 3:10
5. Ecstacy in Decay – 3:12
6. Raped by the Beast – 2:34
7. Coffinfeeder – 3:04
8. Hacksaw Decapitation – 4:12
9. Blowtorch Slaughter – 2:33
10. Sickening Metamorphosis – 3:23
11. Condemned to Agony – 3:44